# واد إفران (مجرى مائي)
واد إفران، هو مجرى مائي دائم الجريان، ينبع من الأطلس المتوسط المغربي، وينتمي إلى الحوض المائي لسبو، ويقع إداريا بجماعة واد إفران التي تحمل إسمه، ضمن تراب إقليم إفران بجهة فاس مكناس. يقطع هذا المجرى المائي واحدة من أشهر شلالات المغرب وهي شلالات زاوية إفران. يشكل هذا الواد في جزئه السفلي حدودا طبيعية بين جهتي فاس مكناس وبني ملال خنيفرة، ويصب في واد بهت.